# Mistrovství Evropy v zápasu ve volném stylu 1982
Mistrovství Evropy v zápasu ve volném stylu mužů proběhlo ve Varně (Bulharsko). 

## Muži
| Kategorie | Zlato             | Stříbro             | Bronz           |
| --------- | ----------------- | ------------------- | --------------- |
| 48 kg     | László Bíró       | Vasilij Gogolev     | Šaban Trstena   |
| 52 kg     | Valentin Jordanov | Lajos Szabó         | Osman Efendijev |
| 57 kg     | Sergej Beloglazov | Imre Szalontai      | Stefan Ivanov   |
| 62 kg     | Simeon Šterev     | Yusuf Gambaz        | Buzaj Ibragimov |
| 68 kg     | Boris Budajev     | Zoltán Szalontai    | Ivan Jankov     |
| 74 kg     | Martin Knosp      | Pekka Rauhala       | Jurij Vorobjov  |
| 82 kg     | Efraim Kamberov   | Vladimer Modosijani | Peter Syring    |
| 90 kg     | (BUL) Ivan Ginov  | Pjotr Nanijev       | İsmail Temiz    |
| 100 kg    | Raš Chutaba       | Uwe Neupert         | Július Strnisko |
| +100 kg   | Soslan Andijev    | János Rovnyai       | Adam Sandurski  |